# Портрет Мод Кук
«Портрет Мод Кук» (англ. Portrait of Maud Cook) — картина американского художника Томаса Икинса, написанная им в 1895 году. Находится в собрании Художественной галереи Йельского университета.
Исследователи признавали, что в отсутствии у художника интереса к моде или традиционной красоте, данный портрет был отмечен как «редкий пример изучения Икинсом физической красоты молодой женщины» и «одна из самых красивых картин Икинса».
Мод Кук была сестрой Веды Кук, которая ранее позировала для работы Икинса «Концертная певица» (1892). Девушка изображена в розовом платье, её голова наклонена влево, в сторону источника света. Свет создает глубокие тени, которые подчеркивают структуру её лица, но при этом он нежно оттеняет молодую кожу.
В письме к Ллойду Гудричу, написанном в 1930 году, Мод Кук вспоминала: «Мистер Икинс никогда не давал (картине) название, но сказал себе, что она похожа на „большой бутон розы“». Некоторые исследователи творчества художника отмечали, что подобное описание Икинса соотносится с викторианской символикой, где роза ассоциируется с девственностью, а её бутон — с сексуальным потенциалом. Кук было чуть более двадцати лет, когда она позировала для портрета, и она вышла замуж только одиннадцать лет спустя.
Также, картину оценивали как как пример типичного резкого и нелестного видения Икинса предмета изображения. Даррел Сьюэлл описывает образ Кук описывается как «больше напоминающий классическую скульптуру, чем красивую современную женщину». Джон Уилдерминг отмечает, что в этом портрете отражён чувственный и очень личный момент, что подчеркивается в изображении черт лица и растрёпанных волос. Предположение о подавленной сексуальности девушки расценивалось и как интрига, и как нечто тревожное.
Прежде чем передать картину Кук, Икинс подписал её на обороте: «Моему другу/ Мод Кук/ Томас Икинс/ 1895». Позднее картина была приобретена Стивеном Карлтоном Кларком, который завещал её Художественной галерее Йельского университета, где она хранится с 1961 года.